# Flachkopf-Rotzahnspitzmaus
Die Flachkopf-Rotzahnspitzmaus (Sorex roboratus) ist eine Spitzmausart aus der Gattung der Rotzahnspitzmäuse (Sorex). Sie kommt  in Teilen Russlands, der Mongolei und der Volksrepublik China vor.

## Merkmale
Mit einer Kopf-Rumpf-Länge von 5,8 bis 8,7 Zentimetern zählt die Flachkopf-Rotzahnspitzmaus zu den mittelgroßen bis großen Spitzmausarten. Der Schwanz erreicht eine Länge von 31 bis 43 Millimetern – und ist damit kürzer als der Restkörper – der Hinterfuß von 12 bis 15 Millimetern. Das Rückenfell ist sehr dunkelbraun gefärbt, die Seiten sind heller und der Bauch sandfarben grau. Der Schwanz ist scharf in eine dunkle Oberseite und eine helle Unterseite getrennt.
| 1 | · | 5 | · | 1 | · | 3 | = 32 |
| 1 | · | 1 | · | 1 | · | 3 | = 32 |

Der Schädel hat eine Gesamtlänge von 20 bis 22 Millimetern. Wie die meisten Arten der Gattung besitzt die Art im Oberkiefer pro Hälfte einen Schneidezahn (Incisivus) und danach fünf einspitzige Zähne, einen Vorbackenzahn (Praemolar) und drei Backenzähne (Molares). Im Unterkiefer besitzt sie dagegen einen einzelnen Eckzahn (Caninus) hinter dem Schneidezahn. Insgesamt verfügen die Tiere damit über ein Gebiss aus 32 Zähnen. Die Zahnwurzeln sind wie bei den meisten Rotzahnspitzmäusen rot gefärbt.
Das Genom der Flachkopf-Rotzahnspitzmaus besteht aus einem diploiden Chromosomensatz aus 2n=42 (FN=70).

## Verbreitung

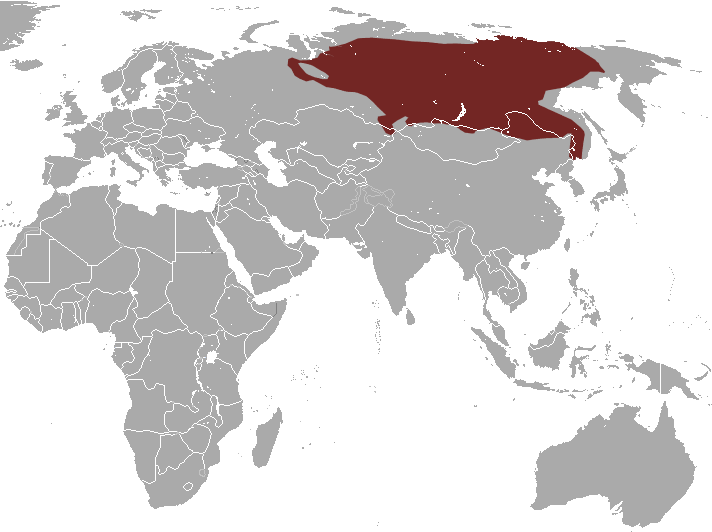
Verbreitungsgebiet (rotbraun) der Flachkopf-Rotzahnspitzmaus

Die Flachkopf-Rotzahnspitzmaus kommt im Borealen Nadelwald und der Wald-Tundra im nördlichen Asien vom Ural bis zum Pazifischen Ozean vor. Dabei ist die Art in Teilen Russlands, der Mongolei und der Volksrepublik China heimisch. In der Mongolei lebt die Art entlang des Beckens des Onon im Chentii-Gebirge, am Chöwsgöl Nuur und am Chalcha im Großen Hinggan-Gebirge. In China kommt die Art nur im Norden der Provinz Xinjiang im Altai vor.

## Lebensweise
Über die Lebensweise dieser Art liegen wie bei vielen Arten der Gattung nur wenige Daten vor. Sorex roboratus lebt im Borealen Nadelwald und der Wald-Tundra und ist entsprechend an kalte Klimate angepasst. Wie alle Spitzmäuse ernährt sich auch diese Art von wirbellosen Tieren, dabei im Norden vor allem von Regenwürmern und im südlichen Teil des Verbreitungsgebiets vor allem von Insekten. Die Fortpflanzungszeit liegt im Sommer und die Tiere können pro Jahr drei Würfe mit je sieben bis acht Jungtieren haben.

## Systematik
'Die Flachkopf-Rotzahnspitzmaus wird als eigenständige Art innerhalb der Gattung der Rotzahnspitzmäuse (Sorex) eingeordnet, die aus etwa 80 Arten besteht. Die wissenschaftliche Erstbeschreibung stammt von Hollister aus dem Jahr 1913, der ein Individuum aus der Region um Gorno-Altaisk im russischen Altai beschrieb. Die Art war teilweise bekannt als Sorex vir G. Allen, 1914, allerdings wurde der älteren Beschreibung von Hollister Priorität eingeräumt und S. vir als Synonym betrachtet. Innerhalb der Gattung wird die Art in die Untergattung Sorex eingeordnet und der S. caecutiens-Gruppe zugerechnet.
Innerhalb der Art werden neben der Nominatform Sorex roboratus roboratus keine weiteren Unterarten unterschieden.

## Bedrohung und Schutz
Die Flachkopf-Rotzahnspitzmaus wird von der International Union for Conservation of Nature and Natural Resources (IUCN) aufgrund des großen Verbreitungsgebietes und der nicht vorhandenen Bestandsbedrohung als nicht gefährdet (least concern) eingeordnet. In einigen Regionen stellen Abholzungen und Feuer eine Bedrohung für die Habitate dar, in anderen Regionen sind Trockenlegungen und Dürren eine potenzielle Gefährdung.